# Soul II Soul-diszkográfia
Ez a szócikk a brit Soul II Soul együttes diszkográfiája, mely öt stúdióalbumot, két válogatás albumot, két live albumot, és 23 kislemezt adott ki. Első albumuk a Club Classics Vol. One 1989 áprilisában 1. helyezett volt az Egyesült Királyság albumlistáján. Az amerikai Billboard Top 200-as albumlistán a 14. helyig jutott, és kétszeres platina helyezést ért el. Az albumról a "Keep on Movin'" és a "Back to Life" voltak a legnépszerűbb kislemezek. A Billboard R&B listáján az 1. helyre jutottak, és a RIAA platina helyezéssel jutalmazta ezt. A második stúdióalbum a Vol. II: 1990 - A New Decade címet viselte, a brit albumlista 1. helyéig jutott. Az albumról a "Get a Life" és a "A Dream's a Dream" című dalokat másolták ki kislemezre, mely az Egyesült Királyság kislemezlistáján Top 10-es helyezést ért el. További albumaik már nem voltak annyira sikeresek.
A csapat 3. stúdióalbuma a Volume III Just Right 1992 áprilisában jelent meg, és 3. helyezett volt az Egyesült Királyság albumlistáján. A "Joy" című kimásolt kislemez 4. helyezett volt a brit kislemezlistán, a "Move Me No Mountain" a 31. helyig jutott csak. 1993 novemberében megjelent gyűjteményes albumuk Volume IV The Classic Singles 88–93 címmel, majd három év után a csapat ismét összeállt, és megjelentették 4. stúdióalbumukat a Volume V Believe címűt, mely 1995 júliusában jelent meg. Az album a 13. helyezést érte el az albumlistán. Két kislemez jelent meg az albumról, a "Love Enuff2 és az "I Care". A két dal Top 20-as helyezett volt a brit kislemezlistán. Az utolsó stúdióalbum, a Time for Change szétválásuk után, 1997 szeptemberében jelent meg. 2016-ig világszerte több mint tíz millió lemezt adtak el.

## Albumok

### Stúdióalbumok
| Év                                                                    | Album megjelenés | Legjobb slágerlistás helyezés | Legjobb slágerlistás helyezés | Legjobb slágerlistás helyezés | Legjobb slágerlistás helyezés | Legjobb slágerlistás helyezés | Legjobb slágerlistás helyezés | Legjobb slágerlistás helyezés | Legjobb slágerlistás helyezés | Legjobb slágerlistás helyezés | Legjobb slágerlistás helyezés | Legjobb slágerlistás helyezés | Legjobb slágerlistás helyezés | Díjak, jelölések                                      |
| Év                                                                    | Album megjelenés | UK                            | AUS                           | AUT                           | CAN                           | GER                           | JPN                           | NLD                           | NZ                            | SWE                           | SWI                           | US                            | US R&B                        | Díjak, jelölések                                      |
| --------------------------------------------------------------------- | --- | ----------------------------- | ----------------------------- | ----------------------------- | ----------------------------- | ----------------------------- | ----------------------------- | ----------------------------- | ----------------------------- | ----------------------------- | ----------------------------- | ----------------------------- | ----------------------------- | ----------------------------------------------------- |
| 1989                                                                  | Club Classics Vol. One (Kanadában és az USA-ban "Keep on Movin" címmel jelent meg) - Első stúdióalbum - Megjelent: 1989. április 10. - Label: 10, Virgin | 1                             | 38                            | 11                            | 7                             | 13                            | 88                            | 16                            | 8                             | 8                             | 12                            | 14                            | 1                             | - BPI: 3× Platina - MC: Platina - RIAA: 2× Platina    |
| 1990                                                                  | Vol. II: 1990 - A New Decade - Második stúdióalbum - Megjelent: 1990. május 21. - Label: 10, Virgin                                                      | 1                             | 9                             | 15                            | 29                            | 15                            | 67                            | 9                             | 4                             | 12                            | 14                            | 21                            | 14                            | - BPI: Platina - ARIA: Gold - MC: Arany - RIAA: Arany |
| 1992                                                                  | Volume III Just Right - Harmadik stúdióalbum - Megjelent: 1992. április 13. - Label: 10, Virgin                                                          | 3                             | 17                            | 24                            | 63                            | 29                            | 43                            | 25                            | 13                            | 33                            | 19                            | 88                            | 32                            | - BPI: Arany                                          |
| 1995                                                                  | Volume V Believe - Negyedik stúdióalbum - Megjelent: 1995. július 31. - Label: Virgin                                                                    | 13                            | 71                            | 39                            | —                             | 77                            | 83                            | 78                            | —                             | —                             | —                             | —                             | 67                            |                                                       |
| 1997                                                                  | Time for Change - Ötödik stúdióalbum - Megjelent: 1997. szeptember 1. - Label: Island                                                                    | 80                            | 175                           | —                             | —                             | —                             | —                             | —                             | —                             | —                             | —                             | —                             | —                             |                                                       |
| "—" nem volt slágerlistás helyezés, vagy nem jelent meg az országban. | |                               |                               |                               |                               |                               |                               |                               |                               |                               |                               |                               |                               |                                                       |

### Válogatás albumok
| 1993                                                                  | Volume IV The Classic Singles 88–93 - Első válogatásalbum - Megjelenés: 1993. november 15. - Label: Virgin | 10 | 193 | 97 | 48 | - BPI: Platina |
| 2003                                                                  | Classic Masters - Második válogatásalbum - Megjelenés: 2003. április 1. - Label: Virgin                    | —  | —   | —  | —  |                |
| "—" nem volt slágerlistás helyezés, vagy nem jelent meg az országban. | |    |     |    |    |                |

### Live albumok
| Év   | Album megjelenés | Legjobb slágerlistás helyezés | Legjobb slágerlistás helyezés | Legjobb slágerlistás helyezés | Legjobb slágerlistás helyezés | Díjak, jelölések |
| Év   | Album megjelenés | UK                            | AUS                           | JPN                           | NZ                            | Díjak, jelölések |
| ---- | --- | ----------------------------- | ----------------------------- | ----------------------------- | ----------------------------- | ---------------- |
| 1990 | A New Decade: Live from Brixton Academy - Első live album - Megjelenés: 1990. szeptember 22. - Label: Virgin             | —                             | —                             | —                             | —                             |                  |
| 2016 | Origins: The Roots Of Soul II Soul - Második live album - Megjelenés: 2016. december 9. - Label: Metropolis London Music | —                             | —                             | —                             | —                             |                  |

## Kislemezek
| Év                                                                    | Dal                                                               | Legjobb slágerlistás helyezés | Legjobb slágerlistás helyezés | Legjobb slágerlistás helyezés | Legjobb slágerlistás helyezés | Legjobb slágerlistás helyezés | Legjobb slágerlistás helyezés | Legjobb slágerlistás helyezés | Legjobb slágerlistás helyezés | Legjobb slágerlistás helyezés | Legjobb slágerlistás helyezés | Legjobb slágerlistás helyezés | Legjobb slágerlistás helyezés | Legjobb slágerlistás helyezés | Legjobb slágerlistás helyezés | Díjak, jelölések                         | Album                               |
| Év                                                                    | Dal                                                               | UK                            | AUS                           | AUT                           | BEL                           | CAN                           | GER                           | IRE                           | NLD                           | NZ                            | SWE                           | SWI                           | US                            | US R&B                        | US Dan                        | Díjak, jelölések                         | Album                               |
| --------------------------------------------------------------------- | ----------------------------------------------------------------- | ----------------------------- | ----------------------------- | ----------------------------- | ----------------------------- | ----------------------------- | ----------------------------- | ----------------------------- | ----------------------------- | ----------------------------- | ----------------------------- | ----------------------------- | ----------------------------- | ----------------------------- | ----------------------------- | ---------------------------------------- | ----------------------------------- |
| 1988                                                                  | "Fairplay" (featuring Rose Windross)                              | 63                            | —                             | —                             | —                             | —                             | —                             | —                             | —                             | —                             | —                             | —                             | —                             | —                             | —                             |                                          | Club Classics Vol. One              |
| 1988                                                                  | "Feel Free" (featuring Do'reen)                                   | 64                            | —                             | —                             | —                             | —                             | —                             | —                             | —                             | —                             | —                             | —                             | —                             | —                             | —                             |                                          | Club Classics Vol. One              |
| 1989                                                                  | "Keep on Movin'" (featuring Caron Wheeler)                        | 5                             | 77                            | 18                            | 20                            | 15                            | 13                            | 10                            | 9                             | 14                            | —                             | 18                            | 11                            | 1                             | 1                             | - RIAA: Platina                          | Club Classics Vol. One              |
| 1989                                                                  | "Back to Life (However Do You Want Me)" (featuring Caron Wheeler) | 1                             | 45                            | 13                            | 4                             | 11                            | 4                             | 6                             | 1                             | 4                             | 3                             | 2                             | 4                             | 1                             | 1                             | - BPI: Ezüst - MC: Arany - RIAA: Platina | Club Classics Vol. One              |
| 1989                                                                  | "Jazzie's Groove"                                                 | —                             | —                             | —                             | —                             | —                             | —                             | —                             | —                             | —                             | —                             | —                             | —                             | 6                             | 3                             |                                          | Club Classics Vol. One              |
| 1989                                                                  | "Get a Life" (featuring Marcia Lewis)                             | 3                             | 38                            | 8                             | 9                             | 84                            | 6                             | 6                             | 2                             | 5                             | 7                             | 12                            | 54                            | 5                             | 9                             | - BPI: Ezüst                             | Vol. II: 1990 – A New Decade        |
| 1990                                                                  | "A Dream's a Dream" (featuring Victoria Wilson-James)             | 6                             | 27                            | 16                            | 14                            | —                             | 15                            | 12                            | 6                             | 8                             | 19                            | 14                            | 85                            | 19                            | 3                             |                                          | Vol. II: 1990 – A New Decade        |
| 1990                                                                  | "People" (featuring Marcia Lewis)                                 | —                             | 90                            | —                             | 13                            | —                             | 46                            | —                             | 17                            | 49                            | —                             | —                             | —                             | 44                            | 3                             |                                          | Vol. II: 1990 – A New Decade        |
| 1990                                                                  | "Missing You" (featuring Kym Mazelle)                             | 22                            | 166                           | —                             | —                             | —                             | —                             | 24                            | 74                            | —                             | —                             | —                             | —                             | 29                            | 39                            |                                          | Vol. II: 1990 – A New Decade        |
| 1992                                                                  | "Joy" (featuring Richie Stephens)                                 | 4                             | 41                            | —                             | 24                            | —                             | 21                            | 11                            | 19                            | 18                            | 29                            | 21                            | —                             | 14                            | —                             |                                          | Volume III Just Right               |
| 1992                                                                  | "Move Me No Mountain" (featuring Kofi)                            | 31                            | 96                            | —                             | —                             | —                             | —                             | —                             | 62                            | 40                            | —                             | —                             | —                             | 33                            | 29                            |                                          | Volume III Just Right               |
| 1992                                                                  | "Just Right" (featuring Rick Clarke)                              | 38                            | 160                           | —                             | —                             | —                             | —                             | —                             | —                             | —                             | —                             | —                             | —                             | —                             | —                             |                                          | Volume III Just Right               |
| 1993                                                                  | "Wish" (featuring Melissa Bell)                                   | 24                            | 141                           | —                             | —                             | —                             | —                             | —                             | —                             | 27                            | —                             | 35                            | —                             | —                             | —                             |                                          | Volume IV The Classic Singles 88–93 |
| 1995                                                                  | "Love Enuff" (featuring Penny Ford)                               | 12                            | 76                            | —                             | —                             | —                             | 74                            | —                             | —                             | —                             | —                             | —                             | —                             | 61                            | 35                            |                                          | Volume V Believe                    |
| 1995                                                                  | "I Care" (featuring Charlotte Kelly)                              | 17                            | 225                           | —                             | —                             | —                             | —                             | —                             | —                             | —                             | —                             | —                             | —                             | —                             | —                             |                                          | Volume V Believe                    |
| 1996                                                                  | "Keep on Movin'" (remix)                                          | 31                            | —                             | —                             | —                             | —                             | —                             | —                             | —                             | —                             | —                             | —                             | —                             | —                             | —                             |                                          | Nem album dal                       |
| 1997                                                                  | "Represent"                                                       | 39                            | —                             | —                             | —                             | —                             | —                             | —                             | —                             | —                             | —                             | —                             | —                             | —                             | —                             |                                          | Time for Change                     |
| 1997                                                                  | "Pleasure Dome"                                                   | 51                            | —                             | —                             | —                             | —                             | —                             | —                             | —                             | —                             | —                             | —                             | —                             | —                             | —                             |                                          | Time for Change                     |
| 2011                                                                  | "Back to Life" (re-release)                                       | 119                           | —                             | —                             | —                             | —                             | —                             | —                             | —                             | —                             | —                             | —                             | —                             | —                             | —                             |                                          | Nem album dal                       |
| 2012                                                                  | "Back to Life" (re-release)                                       | 146                           | —                             | —                             | —                             | —                             | —                             | —                             | —                             | —                             | —                             | —                             | —                             | —                             | —                             |                                          | Nem album dal                       |
| "—" nem volt slágerlistás helyezés, vagy nem jelent meg az országban. |                                                                   |                               |                               |                               |                               |                               |                               |                               |                               |                               |                               |                               |                               |                               |                               |                                          |                                     |